# 亞歷克斯 (鸚鵡)
亞歷克斯 （1976年5月18日–2007年9月6日）是一隻雄性非洲灰鸚鵡，動物心理學家艾琳·佩珀伯格（Irene Pepperberg）對其進行實驗長達三十年，實驗最初在亞利桑那大學進行，後來移到哈佛大學和布蘭戴斯大學。佩珀伯格在亞歷克斯一歲左右時，在一家寵物店買下牠。佩珀伯格於著作《亞歷克斯與我》中，描述了她與亞歷克斯的獨特關係，以及亞歷克斯如何幫助她理解動物的思想。亞歷克斯（Alex）是「鳥類語言實驗」（avian language experiment）或「鳥類學習實驗」（avian learning experiment）的縮寫。
在佩珀伯格與亞歷克斯合作之前，科學界普遍認為，必須是體積較大的靈長類大腦才得以掌握與語言和理解相關的複雜問題；鳥類不算是有智力的，因為牠們唯一常用的交流方式是模仿和重複聲音。
然而，亞歷克斯的成就支持了一種觀點：鳥類可能有能力進行基本程度的推理並創造性地使用單詞。亞歷克斯曾被比擬作愛因斯坦；佩珀伯格寫道，亞歷克斯的智力與海豚和類人猿相近。她還報告稱，亞歷克斯似乎在某些方面展現出五歲兒童的智力，而且到牠去世時還尚未充分發揮其潛力，她還認為，牠去世時所擁有的情感水平相當於兩歲的人類。

## 早期生活
動物心理學家艾琳·佩珀伯格在普渡大学擔任研究員期間在一家寵物店買了亞歷克斯。她認為亞歷克斯可能在年輕時被剪去飛羽，這可能阻礙了牠學會飛行。

## 訓練
對亞歷克斯的訓練採用了「榜樣/競爭對手技術」，這項技術會讓學生（亞歷克斯）觀察訓練員的互動，其中一位訓練員會作為榜樣，展示他們期望學生表現出來的行為，並讓學生將其視為競爭對手，爭奪另一位訓練員注意力。訓練員和榜樣/競爭對手交換角色，以便學生可以看到該過程是互動式的。佩珀伯格報告稱，她和助手聊天犯錯時，亞歷克斯會糾正他們。
這項技術幫助佩珀伯格在亞歷克斯身上成功實現與鸚鵡雙向交流，這是其他科學家未做到的。在後來的幾年裡，亞歷克斯有時會扮演佩珀伯格的助手，作為「榜樣」和「對手」幫忙教導後來的鸚鵡同類。另外，牠似乎還懂得妒忌，"如果佩柏伯格早上不小心先跟另一隻鳥打招呼，亞歷克斯就會悶悶不樂上一整天，而且拒絕合作"。亞歷克斯有時會在獨自一人時練習單字。

## 成就
佩珀伯格並未主張亞歷克斯可以使用「語言」，而是說牠使用了雙向溝通的代碼。佩珀伯格列舉了亞歷克斯在1999年的成就：牠可以識別50種不同的物體，且認識多達六個數量；牠能分辨七種顏色和五種形狀，並理解「大」、「小」、「相同」和「不同」的概念，牠也正在學習「在上方」和「在下方」。亞歷克斯所通過的測試的難度越來越大，這些測試是用於衡量人類是否達到了皮亞傑第六個子階段的物體恆存性 。當亞歷克斯面對到不應存在之物，或面對的物品與牠在測試中認為被隱藏的東西不同時，牠會表現出驚訝和憤怒。
亞歷克斯的詞匯量超過100個，但牠的特殊之處在於，牠似乎對自己所說的話有所理解。例如，當亞歷克斯看到一個物品並被問及其形狀、顏色或材料時，牠能夠正確標記。牠可以在鑰匙的大小和顏色有所不同的情況下，將一把鑰匙描述成一把鑰匙，並且可以確定與其他鑰匙的不同之處。牠看著鏡子，說「什麼顏色」，在被告知「灰色」六次後學會了「灰色」這個詞。這使其成為第一個也是唯一問過問題的非人類動物，而且問的是存在性問題（迄今為止，被訓練使用手語的猿猴尚未問過問題）。
據說亞歷克斯瞭解交流的話輪轉換（turn-taking），有時還瞭解語言中使用的句法。牠稱蘋果為「banerry」（發音與「canary」的某些發音同韻），佩珀伯格的一位語言學家朋友認為這是「香蕉」（banana）和「櫻桃」（cherry）的組合，這兩種是牠更熟悉的水果。
亞歷克斯可以在一定的程度內正確給出托盤上相似物品的數量。佩珀伯格說，若牠無法計數，那麼這些資料可以理解為牠能夠快速精準地估計某物品的數量，比人類做得更好。當厭倦了測試，牠會說「想回去」（Wanna go back），意思是想回到籠子裡，一般而言，牠會藉由說 「想去......」（Wanna go）來表達想被帶去的地方，若被帶去不同的地方則會抗議，當被帶到合意的地方時就會安靜地坐下。亞歷克斯未受過說自己想去哪裡的訓練，而是在別人問牠想被帶到哪時學會的。
如果研究人員表現出惱怒，亞歷克斯會嘗試用「對不起」這句話來緩和。如果牠說「想要香蕉」，但卻給牠一粒堅果，牠會沉默地凝視，再次討香蕉，或者是拿起堅果丟向研究人員，不然就是以其他方式表現出惱怒，然後再次要求這個東西。當被問及研究測試中的問題時，牠給出的答案正確率約80%。
有一次，亞歷克斯得到了幾個不同顏色的積木（兩個紅色、三個藍色、四個綠色，類似於照片中的樣子）。佩珀伯格問他：「什麼顏色有三個？」（What color three）期望牠能說出藍色。然而，由於亞歷克斯以前被問過一樣的問題，似乎對此感到厭煩，牠回答說「五！」。這種情況一直發生，直到佩珀伯格說：「好吧，什麼顏色有五個？」亞歷克斯才回答「沒有」（none）。據說這表明鸚鵡和人類一樣，也會感到無聊。有時，儘管亞歷克斯知道正確的答案，但還是回答了錯誤答案。
初步研究似乎還表明，亞歷克斯可以將托盤上四個藍色羊毛球的概念應用到鋼琴的四個音符上。 佩珀伯格還訓練牠將符號「4」認作「four」。亞歷克斯也表現出對人稱代詞的一些理解；牠在提及自己或他人時使用不同的語言，表示「我」和「你」的概念。
2005年7月，佩珀伯格報告稱亞歷克斯能理解零的概念。若被問及兩個物品的區別，牠也會回答；但如果物品之間沒有區別，牠就會說「沒有」，這意味著牠理解無或零的概念。2006年7月，佩珀伯格發現亞歷克斯對視錯覺的知覺與人類的知覺相似。
佩珀伯格訓練亞歷克斯辨別英语字形，希望牠能找到英語書面單字與口頭單字在概念上的關聯。牠可以辨別由兩個字母的組合所發出的聲音，例如SH和OR。
亞歷克斯曾在《憤怒鳥銳德的大冒險》一書中被國家地理雜誌譽為「可能是世界上最聰明的鳥」。

## 死亡
亞歷克斯於2007年9月6日去世，去世時只有31歲，來得很突然，因為人工飼養的灰鸚鵡平均壽命為45歲。牠去世前最後的話是「保重，我愛你。明天見。」，這是牠每晚對要離開實驗室的佩珀伯格所說的話。

## 批評
一些學者對佩珀伯格的發現持懷疑態度，在沒有關於亞歷克斯實驗數據的資料或同行評審出版物的情況下斷言亞歷克斯的交流是操作制約。 寧姆是一隻被認為會使用語言的黑猩猩，但對於牠是否只是簡單地模仿牠的老師，還有一些爭議。與寧姆一起工作的赫伯特·泰瑞斯（Herbert Terrace）認為亞歷克斯的表演是靠死記硬背而來，而非使用語言；他在沒有經過同行評審的出版物的情況下聲稱，亞歷克斯的反應是「一種有辨別能力的複雜表現」，並補充指出他相信在任何情況下「都有一種外部刺激來引導牠的反應。」

## 外部連結
- Alex Foundation （页面存档备份，存于）
- Obituary article （页面存档备份，存于） 《經濟學人》雜誌
- New York Times obituary article （页面存档备份，存于）
- The New York Times article （页面存档备份，存于）
- "The Language of Birds" （页面存档备份，存于） 包括文字記錄和亞歷克斯的音訊樣本 （页面存档备份，存于）
- . 美国科学前沿. 公共广播电视公司. Chedd-Angier Production Company. 2001–2002. （原始内容存档于2006）.

- Audio of Australian radio interview with Irene Pepperberg
- Wired: Parrot Proves It's No Birdbrain （页面存档备份，存于）
- Life with Alex: a memoir （页面存档备份，存于） 向亞歷克斯致敬的電影。
  - 影評 | 官方預告片
- Alex and Wart At My House  （亞歷克斯與其他鸚鵡一起的短片）
- 'Alex & Me': The Parrot Who Said 'I Love You'